# Gnosis (Mosaizist)

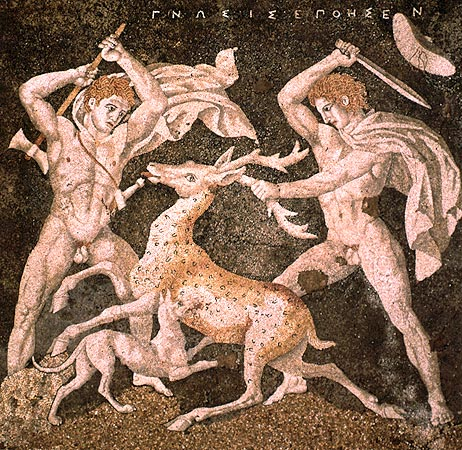
Kieselmosaik einer Tierjagd aus Pella, Signatur von Gnosis oben rechts

Gnosis (altgriechisch Γνῶσις) war ein griechischer Mosaizist des ausgehenden 4. Jahrhunderts v. Chr. Er ist nur durch ein Mosaik im Bankettraum Delta des großen Stadthauses I 5 von Pella, signiert ΓΝΩΣΙΣ ΕΠΟΗΣΕΝ ‚von Gnosis gemacht‘, bekannt und damit der älteste namentlich bekannte Mosaikkünstler des Altertums.
Das qualitätvolle Kieselmosaik zeigt eine Jagdszene. Zwei nackte Jünglinge greifen von rechts und links einen in die Mitte der Komposition gestellten Hirsch an, der außerdem noch von einem Jagdhund im Vordergrund angesprungen wird. Durch Staffelung der Ebenen und Überschneidung der Figuren wird eine tiefenräumliche Wirkung erzielt. Die dramatische Wirkung der Bewegung der Jünglinge, die eben die Doppelaxt bzw. das Schwert zum tödlichen Schlag heben, wird durch den Faltenwurf der fliegenden Mäntel (Chlamys) verstärkt.